# TX Голубя
TX Голубя (лат. TX Columbae) — тройная звезда в созвездии Голубя на расстоянии (вычисленном из значения параллакса) приблизительно 3199 световых лет (около 981 парсек) от Солнца.
Пара первого и второго компонентов — новоподобная, двойная катаклизмическая переменная звезда (NL) или промежуточный поляр (XPM). Звёздная величина в диапазоне B звезды — от +15,8m до +14,5m. Орбитальный период — около 0,2371 суток (5,691 часа).
Открыта Иэном Ронайном Туохи и др. в 1986 году***.

## Характеристики
Первый компонент — аккрецирующий белый карлик. Эффективная температура — около 7118 K.
Третий компонент (UCAC4 245-007339) — оранжевый карлик спектрального класса K. Радиус — около 0,89 солнечного, светимость — около 0,406 солнечной. Эффективная температура — около 4690 K. Удалён на 2,6 угловой секунды (2374,8 а.е.).